# شین هیون سو
شین هیون سو (کره‌ای: 신현수؛ زادهٔ ۸ ژوئیه ۱۹۸۹) بازیگر اهل کره جنوبی است. او حرفهٔ خود را از طریق موزیکال‌ها آغاز کرد پیش از اینکه در مجموعه‌های تلویزیونی ایفای نقش کند.

## فیلم‌شناسی

### مجموعه تلویزیونی
| سال  | عنوان                        | نقش               | توضیحات                                     | منابع  |
| ---- | ---------------------------- | ----------------- | ------------------------------------------- | ------ |
| ۲۰۱۵ | عروس زیبای من                |                   |                                             | [ ۴ ]  |
| ۲۰۱۵ | به یادآور                    | به چول جو         |                                             | [ ۵ ]  |
| ۲۰۱۶ | دوبار ازدواج با دخترم        |                   |                                             | [ ۶ ]  |
| ۲۰۱۶ | ضربه تپنده                   | لی هان سول        |                                             | [ ۷ ]  |
| ۲۰۱۶ | دوران جوانی                  | یون جونگ یول      |                                             | [ ۸ ]  |
| ۲۰۱۶ | ضربه تپنده ۲                 | لی هان سول        |                                             | [ ۹ ]  |
| ۲۰۱۷ | سه رنگ فانتزی: ستاره گیتی    | کو سه جو          |                                             | [ ۱۰ ] |
| ۲۰۱۷ | فرمانروای نقابدار            | لی چونگ وون       |                                             | [ ۱۱ ] |
| ۲۰۱۷ | دوران جوانی ۲                | یون جونگ یول      |                                             | [ ۱۲ ] |
| ۲۰۱۷ | زندگی طلایی من               | سو جی هو          |                                             | [ ۱۳ ] |
| ۲۰۱۸ | خنده در وایکیکی              | فیلیپ             | حضور افتخاری (قسمت ۱۶)                      | [ ۱۴ ] |
| ۲۰۱۸ | دوازده شب                    | هیون اوه          |                                             | [ ۱۵ ] |
| ۲۰۱۸ | درامای ویژه کی‌بی‌اس           | لی هیون سو        | قسمت: «تاریخ انقضای من و تو»                | [ ۱۶ ] |
| ۲۰۱۹ | خنده در وایکیکی ۲            | گوک گی بونگ       |                                             | [ ۱۷ ] |
| ۲۰۲۰ | بار مرموز سانگاب             | کیم دو یونگ       | حضور افتخاری (قسمت ۸)                       |        |
| ۲۰۲۰ | درامای ویژه کی‌بی‌اس           | کیم جی هو         | قسمت: «دلیل اینکه چرا نمی‌توانم به تو بگویم» | [ ۱۸ ] |
| ۲۰۲۱ | بوسام: سرنوشت را بدزد        | لی ده یوب         |                                             |        |
| ۲۰۲۳ | دراما استیج: هلو را فشار نده | جوانی کیم کانگ سو | درام تک قسمتی                               | [ ۱۹ ] |